# Wendelin Klaer
Wendelin Klaer (* 27. Juli 1925 in Zwinge (Sonnenstein); † 20. November 2008) war ein deutscher Geograph.

## Leben
Er studierte in Göttingen Geographie, Geologie, Chemie und Biologie und promovierte dort. Ab 1955 war er Assistent am Geographischen Institut der Universität Heidelberg, habilitierte sich dort 1961 und wurde 1966 zum außerplanmäßigen Professor ernannt. Seit 1970 war er Lehrstuhlinhaber und Direktor am Geographischen Institut der Universität Mainz. 
Seine Forschungsschwerpunkte waren Hochgebirgsmorphologie, Agrargeographie sowie Geomorphologie der Tropen und Subtropen.

## Schriften (Auswahl)
- Verwitterungsformen im Granit auf Korsika. Gotha 1956.
- Untersuchungen zur klimagenetischen Geomorphologie in den Hochgebirgen Vorderasiens. Heidelberg 1962.